# Międzynarodowy Fundusz Walutowy

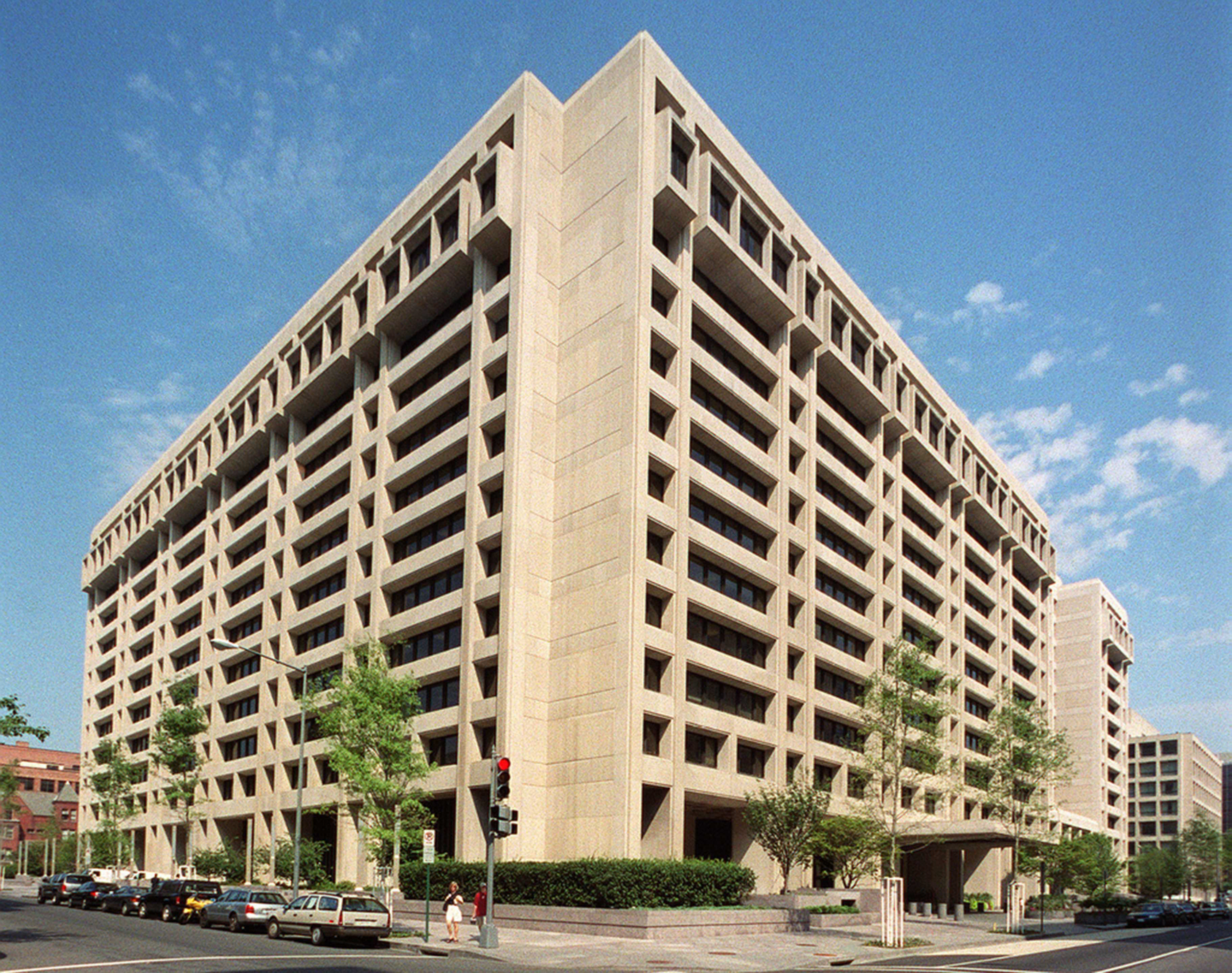
Siedziba Międzynarodowego Funduszu Walutowego w Waszyngtonie

Międzynarodowy Fundusz Walutowy, MFW (ang. International Monetary Fund, IMF) – międzynarodowa organizacja w ramach ONZ, zajmująca się kwestiami stabilizacji ekonomicznej na świecie. Dostarcza pomocy finansowej zadłużonym krajom członkowskim, które w zamian są zobowiązane do dokonywania reform ekonomicznych i innych działań stabilizujących.
Powołana 1–22 lipca 1944 roku, na United Nations Monetary and Financial Conference (konferencji w Bretton Woods, New Hampshire) w USA. Działalność rozpoczęła dwa lata później, pierwszych operacji finansowych dokonała w marcu 1947. Organizacja wyspecjalizowana ONZ od 1948 r. Obecnie zrzesza 190 państw.

## Założenia MFW

### Wytyczne polityki MFW
Wytyczne polityki prowadzonej przez MFW to przede wszystkim:
- popieranie międzynarodowej współpracy walutowej dzięki powołaniu stałej instytucji konsultacji i współpracy w dziedzinie międzynarodowych problemów walutowych;
- ułatwienie ekspansji i wzrostu handlu międzynarodowego, wzrostu zatrudnienia, utrzymywania realnych dochodów i zasobów produkcyjnych krajów członkowskich;
- popieranie stabilizacji kursów, utrzymywanie uporządkowanej wymiany między krajami członkowskimi, unikanie deprecjacji walut inspirowanej przez rywalizację;
- dążenie do stworzenia wielostronnego systemu płatności i rozliczeń transakcji bieżących oraz do eliminowania ograniczeń wymiany walutowej, hamujących rozwój handlu;
- dostarczanie członkom środków finansowych na określony okres i na odpowiednich warunkach, w celu wyrównania przejściowej nierównowagi bilansów płatniczych bez środków wywołujących zaburzenia w rozwoju tych krajów i gospodarki światowej;
- działanie w celu zmniejszenia czasu i wielkości nierównowagi bilansów płatniczych.

### Funkcje
W celu realizacji wymienionych zadań MFW pełni cztery istotne funkcje:
- regulacyjną – polegającą na ustanawianiu norm i wzorców działania w sferze międzynarodowych stosunków finansowych;
- kredytową – przez dostarczenie krajom członkowskim dodatkowych źródeł finansowania w postaci różnych kredytów;
- konsultacyjną – przez usługi konsultacyjne i współpracę krajów członkowskich oraz jako forum wymiany doświadczeń między krajami w radzeniu sobie z problemami natury gospodarczej, m.in. plan Balcerowicza był konsultowany z ekspertem MFW prof. Jeffreyem Sachsem;
- kontrolną – polegającą na nadzorowaniu przez MFW uzgodnionych programów dostosowawczych i weryfikacji celów, na jakie przeznaczane są środki kredytowe.

### Działalność
Podstawowa działalność MFW sprowadza się do udzielania państwom członkowskim kredytów dla wyrównania chwilowych zakłóceń równowagi ich bilansu płatniczego przez umożliwienie im zakupu waluty innego państwa członkowskiego za własną walutę. Kredyty są udzielane w ramach tzw. rachunku ogólnego oraz szeregu stałych i tymczasowych tzw. ułatwień kredytowych. Warunki kredytu uzyskiwanego w ramach poszczególnych systemów różnią się nieco od siebie. Po upływie terminu, na jaki udzielono kredytu, państwo powinno wykupić swą walutę z MFW za walutę wymienialną lub złoto.
Podstawowe kredyty udzielane są w ramach tzw. rachunku ogólnego, na podstawie dwóch głównych zasad: wzrost zasobów finansowych danego członka w MFW nie może być większy niż 25% rocznie, a w ogóle nie może przekroczyć 200%. Oznacza to, że państwo członkowskie może zaciągnąć kredyt w MFW w walucie innego członka w wysokości nie większej niż 125% jego udziału w kapitale zakładowym MFW, ponieważ 75% tego udziału wpłaca ono we własnej walucie.
Zakup waluty w ramach tzw. rachunku ogólnego dokonywany jest w ramach 5 transz (rezerwowej i 4 kredytowych), każdej w wysokości 25% udziału w MFW w dowolnej walucie. Jedynym warunkiem jest, by środki te były przeznaczone na potrzeby związane z równoważeniem ich bilansu płatniczego.

### Dyrektorzy Zarządzający Międzynarodowego Funduszu Walutowego
1. Camille Gutt(inne języki) (Belgia) 06.05.1946 – 05.05.1951
2. Ivar Rooth(inne języki) (Szwecja) 03.08.1951 – 03.10.1956
3. Per Jacobsson(inne języki) (Szwecja) 21.11.1956 – 05.05.1963
4. Pierre-Paul Schweitzer(inne języki) (Francja) 01.09.1963 – 31.08.1973
5. Johannes Witteveen(inne języki) (Holandia) 01.09.1973 – 16.06.1978
6. Jacques de Larosiere(inne języki) (Francja) 17.06.1978 – 15.01.1987
7. Michel Camdessus(inne języki) (Francja) 16.01.1987 – 14.02.2000
8. Horst Köhler (Niemcy) 01.05.2000 – 04.03.2004
9. Rodrigo Rato (Hiszpania) 07.06.2004 – 31.10.2007
10. Dominique Strauss-Kahn (Francja) 01.11.2007 – 18.05.2011
11. Christine Lagarde (Francja) 5.07.2011 – 12.09.2019
12. Kristalina Georgiewa (Bułgaria) od 01.10.2019

## Krytyka MFW

### Antyglobaliści/alterglobaliści
Działalność MFW wielokrotnie poddawana była krytyce. Krytyków polityki MFW i instytucji pokrewnych nazywa się organizacjami antyglobalistycznymi. Ich aktywność jest najlepiej zauważalna podczas demonstracji z okazji tzw. szczytów, czyli zjazdów członków globalnych instytucji. Niejednokrotnie dochodzi wtedy do starć z policją, co zazwyczaj dzieje się w trakcie prób wdarcia się na teren obrad. Największe tego typu zajścia wydarzyły się m.in. w Seattle i Genui (gdzie zginął jeden z demonstrantów).

### Joseph Stiglitz
MFW poddał radykalnej krytyce w roku 2004 laureat Nagrody Nobla w ekonomii, Joseph Stiglitz.
Podstawowe elementy krytyki Stiglitza:
- MFW prezentuje jako fakty coś, co jest tylko ideologią (neoliberalną), a jako rodzaj prawdy nie podlegającej dyskusji – tezy, co do których trwa bardzo ostry spór w ekonomii i istnieją bardzo mocne dowody na stanowisko wręcz przeciwne.
- MFW postrzega światową gospodarkę wyłącznie z punktu widzenia specyficznego środowiska finansjery. Nawet jeśli nie wynika to ze złej woli podejmujących decyzje, są oni przekonani, że co jest dobre dla finansjery, jest dobre dla całej światowej gospodarki. Stiglitz podaje dowody, że tak nie jest.
- Wymuszanie na uzależnionych od pomocy MFW państwach liberalizacji rynków finansowych, nadmiernej dyscypliny budżetowej, nadmiernego wyczulenia na utrzymanie bardzo niskiego stopnia inflacji (kosztem innych, ważniejszych – zdaniem Stiglitza – czynników ekonomicznych) doprowadziło do upadku wielu gospodarek.
- Najlepiej rozwijają się kraje, które potrafiły się przeciwstawić naciskom MFW (Malezja, Chiny, Indie), a te, które ślepo go słuchały, zapłaciły za to katastrofą gospodarczą (Indonezja, Tajlandia, Argentyna i inne).
- Nieprzejrzystość i brak procedur demokratycznych w podejmowaniu decyzji przez MFW.
- Stosowanie podwójnych standardów – słabe państwa dostają bardzo rygorystyczne warunki do spełnienia, a np. Rosja nie wywiązuje się z niczego, przejada całą pomoc w procesach korupcyjnych i nadal tę pomoc otrzymuje.
- Niedopuszczanie do procesu decyzyjnego państw najbardziej zainteresowanych, czyli potrzebujących pomocy, a czasem wręcz monopolizacja procesu przez reprezentantów Departamentu Skarbu USA.
- Sprzeniewierzenie się ideom Keynesa, który wymyślił MFW. Keynes twierdził, że rynek z natury nie działa doskonale i zadaniem takiej instytucji jest pomoc w sytuacji, gdy rynek zawodzi i popada w recesję. MFW utrzymuje, że rynek zawsze działa doskonale i odmawia udzielenia pomocy państwom, które nie chcą zredukować swojej ingerencji w rynek[5].

### Głosy po Stiglitzu
Bezkompromisowość ataku Stiglitza ośmieliła innych, np. izraelskiego ekonomistę Mosze Sanbara (Międzynarodowy Fundusz Walutowy: dobre intencje i zła praktyka, „Res Publica Nowa” 2004 nr 4).

### Davison Budhoo
W maju 1988 roku były pracownik Międzynarodowego Funduszu Walutowego, Davison Budhoo, opublikował list otwarty do jego prezesa Michela Camdesusa. W liście tym napisał:
„Jaki potwór w nas tkwi, który każe nam posuwać się tak daleko w hańbie i wstydzie, że nie pozwala nam krzyczeć w proteście, jako istotom ludzkim i ludziom posiadającym sumienie? Od dnia dzisiejszego odmawiam zgody na cenzurę, narzuconą przez MFW nad naszą działalnością wobec Trzeciego Świata”.
W dalszej części Budhoo wylicza oskarżenia nt. dossier dotyczącego wysp Trynidad i Tobago na Antylach, nad którym pracował kilka lat: zarzuca on MFW manipulowanie danymi statystycznymi, fałszowanie danych, lansowanie kampanii dezinformacji i ośmieszania wyników gospodarki Trynidadu, a także wywieranie presji na rząd Trynidadu, aby ten zrezygnował z przestrzegania konstytucji, czyli z ochrony fundamentalnych praw obywateli oraz z utrzymania norm sprawiedliwości społecznej i ekonomicznej.

## Członkowie
Do MFW należy 190 państw:
Afganistan, Albania, Algieria, Andora, Angola, Antigua i Barbuda, Arabia Saudyjska, Argentyna, Armenia, Australia, Austria, Azerbejdżan, Bahamy, Bahrajn, Bangladesz, Barbados, Belgia, Belize, Benin, Bhutan, Białoruś, Boliwia, Bośnia i Hercegowina, Botswana, Brazylia, Brunei, Bułgaria, Burkina Faso, Burundi, Chile, Chiny, Chorwacja, Cypr, Czad, Czarnogóra, Czechy, Dania, Demokratyczna Republika Konga, Dominika, Dominikana, Dżibuti, Egipt, Ekwador, Erytrea, Estonia, Etiopia, Fidżi, Filipiny, Finlandia, Francja, Gabon, Gambia, Ghana, Grecja, Grenada, Gruzja, Gujana, Gwatemala, Gwinea, Gwinea Bissau, Gwinea Równikowa, Haiti, Hiszpania, Holandia, Honduras, Indie, Indonezja, Irak, Iran, Irlandia, Islandia, Izrael, Jamajka, Japonia, Jemen, Jordania, Kambodża, Kamerun, Kanada, Katar, Kazachstan, Kenia, Kirgistan, Kiribati, Kolumbia, Komory, Kongo, Korea Południowa, Kosowo, Kostaryka, Kuwejt, Laos, Lesotho, Liban, Liberia, Libia, Litwa, Luksemburg, Łotwa, Macedonia Północna, Madagaskar, Malawi, Malediwy, Malezja, Mali, Malta, Maroko, Mauretania, Mauritius, Meksyk, Mikronezja, Mjanma, Mołdawia, Mongolia, Mozambik, Namibia, Nepal, Niemcy, Niger, Nigeria, Nikaragua, Norwegia, Nowa Zelandia, Oman, Pakistan, Palau, Panama, Papua-Nowa Gwinea, Paragwaj, Peru, Polska, Portugalia, Południowa Afryka, Republika Środkowoafrykańska, Republika Zielonego Przylądka, Rosja, Rwanda, Rumunia, Saint Kitts i Nevis, Saint Lucia, Saint Vincent i Grenadyny, Salwador, Samoa, San Marino, Senegal, Serbia, Seszele, Sierra Leone, Singapur, Słowacja, Słowenia, Somalia, Sri Lanka, Stany Zjednoczone, Suazi, Sudan, Sudan Południowy, Surinam, Syria, Szwajcaria, Szwecja, Tadżykistan, Tajlandia, Tanzania, Timor Wschodni, Togo, Tonga, Trynidad i Tobago, Tunezja, Turcja, Turkmenistan, Tuvalu, Uganda, Ukraina, Urugwaj, Uzbekistan, Vanuatu, Wenezuela, Węgry, Wielka Brytania, Wietnam, Włochy, Wybrzeże Kości Słoniowej, Wyspy Marshalla, Wyspy Salomona, Wyspy Świętego Tomasza i Książęca, Zambia, Zimbabwe, Zjednoczone Emiraty Arabskie, Nauru
Spośród członków ONZ do MFW nie należą: Korea Północna, Kuba, Liechtenstein, Monako.

## Polska w MFW
Polska należała do MFW od chwili jego założenia do 1950 roku, kiedy to wystąpiła z niego, by następnie, po złożeniu w 1981 roku wniosku o ponowne przyjęcie, zostać w roku 1986 jego członkiem.
Współpraca Polski z Międzynarodowym Funduszem Walutowym w okresie lat 90. XX w. obejmuje dwa okresy:
1. czas do roku 1996 gdzie współpraca ukierunkowana była na przebudowę polskiej gospodarki;
2. od początku roku 1997 gdzie skoncentrowano się na współpracy przy wsparciu Polski w jej dążeniach do uzyskania członkostwa w Unii Europejskiej[10].